# Eleonore von Österreich (1653–1697)

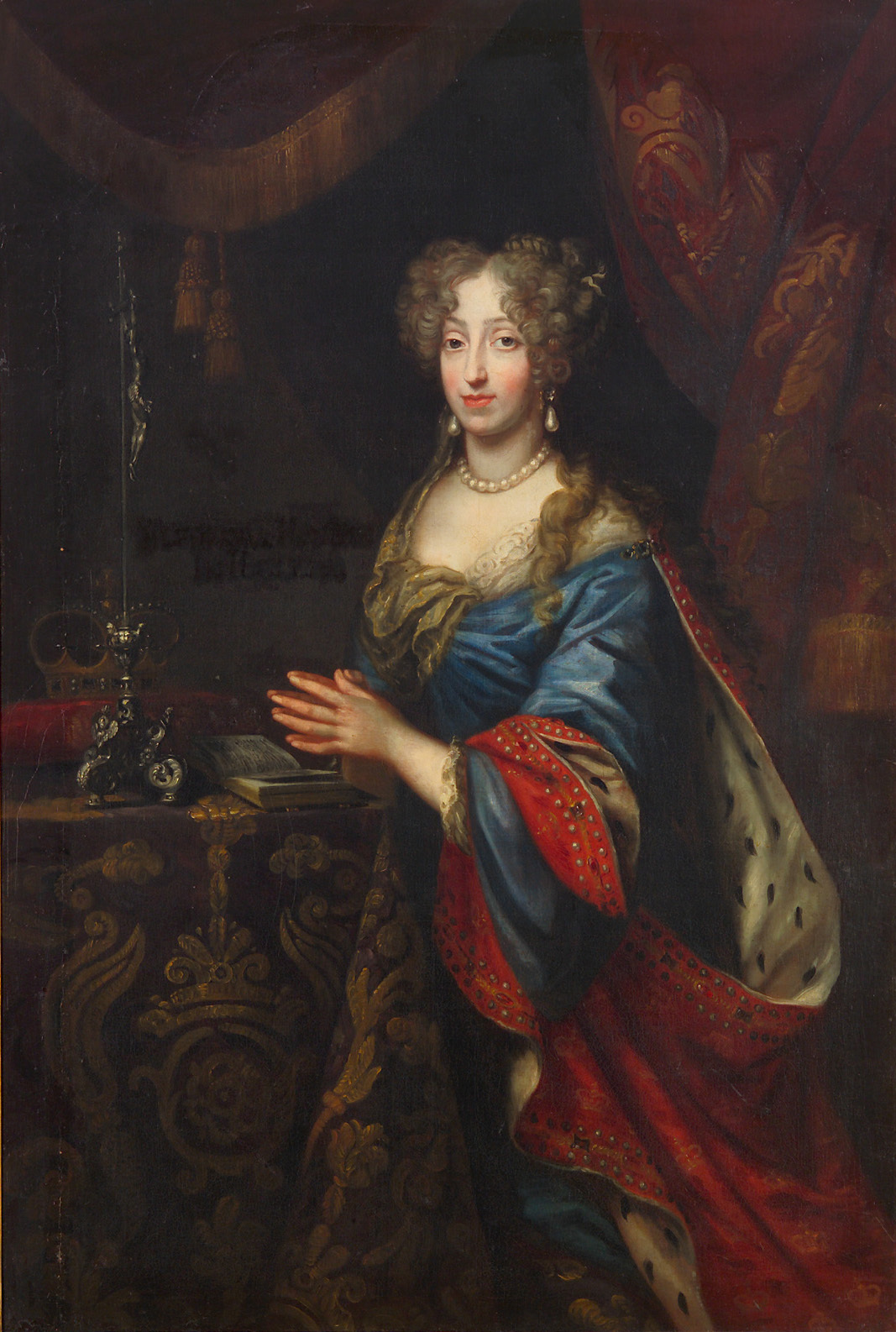
Eleonore von Österreich (Porträt von Charles Brendel, 1684)

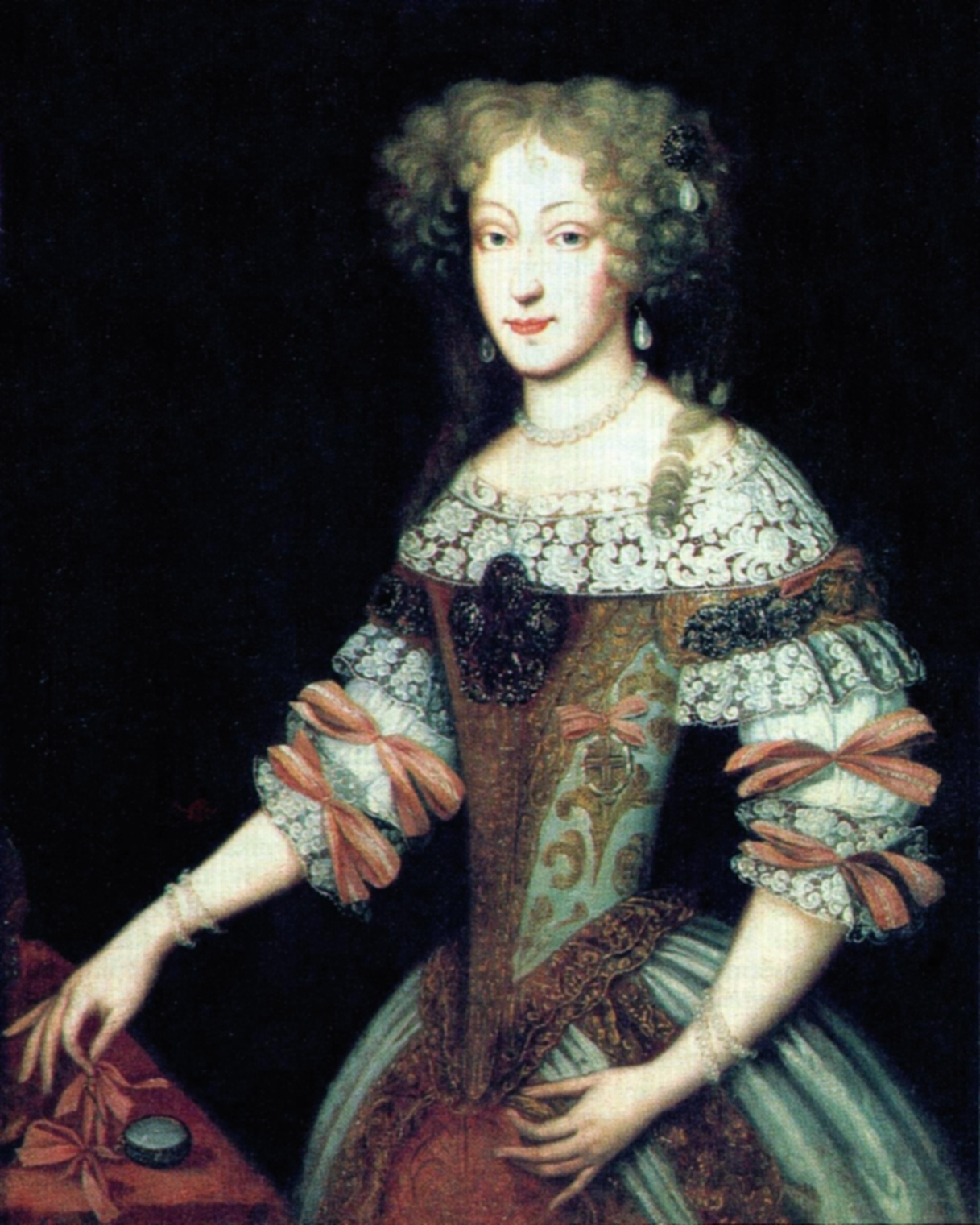
Eleonore Wiśniowiecka (1670)

Eleonore Maria Josefa von Österreich (* 21. Mai 1653 in Regensburg; † 17. Dezember 1697 in Wien) war Königin von Polen und Großfürstin von Litauen. Sie war auch Herzogin von Lothringen.

## Leben
Eleonore wurde als Tochter von Kaiser Ferdinand III. und dessen dritter Gemahlin Eleonora von Mantua in Regensburg geboren. Am 27. Februar 1670 wurde sie in Lemberg mit dem polnischen König Michael Korybut Wiśniowiecki verheiratet. Die vierjährige Ehe war für Eleonore eine schwere Zeit. Der König, der über geringe körperliche und geistige Stärke verfügte, wurde von einem Großteil des Adels nicht anerkannt. Seine Gegner verbreiteten die Gerüchte, er sei homosexuell oder impotent. Eleonore griff in diese Streitigkeiten nur selten ein und bewahrte ihre Würde.
Nach dem Tod von König Michael am 10. November 1673 blieb sie noch bis zur Wahl seines Nachfolgers, König Johann III. Sobieski in Polen und kehrte dann in ihre österreichische Heimat zurück.
Ihr Bruder, Kaiser Leopold I. erlaubte ihr, ihre alte Liebe und den späteren Sieger über die Türken, Herzog Karl V. von Lothringen, zu heiraten. Am 6. Februar 1678 fand in der Wiener Neustadt die Hochzeit statt. Karl wurde zum Statthalter von Tirol und Vorderösterreich ernannt, dem Paar wurde die Hofburg in Innsbruck zugewiesen.
Das Paar hatte sechs Kinder:
- Leopold (1679–1729), Herzog von Lothringen
- Karl Joseph (1680–1715), Bischof von Olmütz und Erzbischof von Trier
- Eleonore (1682–1682)
- Karl Ferdinand (1683–1685)
- Joseph Innozenz (1685–1705), kaiserlicher General
- Franz Joseph (1689–1715), Fürstabt der Reichsabtei Stablo-Malmedy

Der älteste Sohn, Leopold, war der spätere Vater des Kaisers Franz I. Stephan, Begründer der Dynastie Habsburg-Lothringen.
Nach dem Tod ihres Gemahls (1690) bemühte sich Eleonore energisch, den letzten Willen Karls zu erfüllen und die Rückführung ihrer Kinder in ihr Erbland Lothringen durchzusetzen. Beim Reichstag in Regensburg beantragte sie die Wiederherstellung Lothringens. Bei den Friedensverhandlungen von Rijswijk im Jahre 1697 wurde dieses Ziel erreicht. Die Souveränität Lothringens wurde jedoch deutlich geschwächt, da dem französischen König das Recht eines freien militärischen Durchzugs eingeräumt wurde.
Nur wenige Monate nach diesem Friedensvertrag starb die Herzogin. Sie hatte Lothringen, dessen Namen sie führte und wo auch ihr zweiter Gemahl begraben liegt, nie betreten und wurde in der Kapuzinergruft in Wien beigesetzt.

## Darstellung im Film
In der franko-kanadischen Fernsehserie Versailles wurde Prinzessin Eleonore von der belgischen Schauspielerin Daphné Patakia gemimt.